# Chùa Tứ Liên
Chùa Tứ Liên còn có tên là Chùa Tứ Tổng, tên chữ là Chùa Tam Bảo, nằm ở đường Âu Cơ, phường Tây Hồ, thủ đô Hà Nội. Theo tài liệu của chùa thì chùa được xây dựng vào thời Hậu Lê, đời vua Lê Thần Tông, năm Đức Long thứ ba (1631). Chùa đã được Bộ Văn hóa công nhận là Di tích lịch sử - văn hóa quốc gia..

## Lịch sử
Chùa được trùng tu nhiều lần. Năm 1992, Sư cô Thích nữ Đàm Đoan đã tổ chức trùng tạo ngôi chùa bằng vật liệu kiên cố, khánh thành ngày 20-10-1992. Chánh điện được bài trí tôn nghiêm.
Chùa hiện còn giữ được tấm bia niên đại năm thứ 3 niên hiệu Đức Long (1631), bia được tạo bằng đá xanh đặt trên lưng rùa, cao 1,25m, rộng 0,78m, trán bia cao 0,25m có trang trí hoa văn hình mặt trời, tia lửa, 2 rồng chầu hai bên, có mây xoắn, 4 chữ Tam bảo tự bi được lồng trong 4 khuôn lá đề cách điệu, lòng bia có kích thước 0,98m x 0,70m. Cả hai mặt bia đều có chữ mỗi mặt 35 dòng, bình quân 55 chữ/dòng, chức khắc sâu, đẹp. Riềm bia trang trí cúc dây, riềm chân bia trang trí sóng nước cách điệu. Bia không ghi tên người soạn văn bia, nhưng qua nội dung có thể đoán được người soạn là một vị văn quan có đỗ đạt và am hiểu về lịch sử ở địa phương.
Nội dung văn bia (mặt một) thể hiện sự quan tâm đặc biệt của nhà nước đối với việc trùng tu chùa Tam Bảo và đặc biệt là những vấn đề về ruộng đất và việc miễn thuế đối với ruộng đất cho nhân dân ở châu Tam Bảo, để tu bổ gìn giữ ngôi chùa.
Mặt hai, nội dung văn bia thể hiện danh sách 502 người đã được đưa vào "Đài hưng công" gồm có dân bản Châu (Tam Bảo, Vạn Bảo, Bảo Xuyên) các quan lại trong vương phủ thời Lê Trịnh, cùng vợ con và khách thập phương đã góp phần công đức tu bổ chùa Tam Bảo.